# Thomas Hardwick
Ne doit pas être confondu avec Thomas Hardwicke.
Pour les articles homonymes, voir Hardwick.
Thomas Hardwick, né le 1752 à Brentford et mort en 1829, est un architecte britannique.

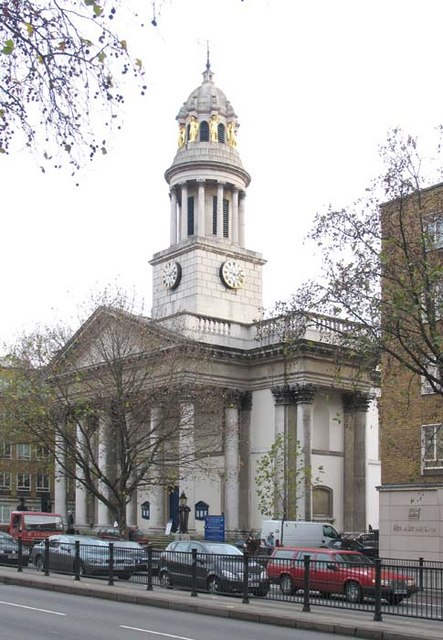
Église St Marylebone.

Élève de William Chambers, avec lequel il travaille sur la Somerset House, il compte l'église St Marylebone, dans le quartier de Marylebone à Londres, au nombre de ses réalisations. Il a eu parmi ses propres élèves Joseph Mallord William Turner.
Il est le fils de Thomas Hardwick Sr. (en) et le père de Philip Hardwick.